# Juan Rodriguez Cabrillo
Juan Rodriguez Cabrillo (1499? Portugalsko – 3. ledna 1543 západní pobřeží USA) byl portugalský mořeplavec ve španělských službách.

## Život
V roce 1520 plul s Pánfilem Narvaézem do Mexika, po vzájemných neshodách přešel na stranu Hernána Cortéze, s nímž se účastnil dobývání Aztécké říše. Od roku 1540 začal prozkoumávat západní pobřeží Mexika. Jako první se roku 1542 plavil Tichým oceánem podél Kalifornie k severu, při tom objevil záliv, kde je dnes město San Diego a Santa Barbara a ostrovy jako např. Santa Catalina. Minul Zlatou bránu, průliv do Sanfranciského zálivu, který tak zůstal neobjeven po dalších více než 200 let. Na sever doplul až k ústí Ruské řeky, ale pak se pro nepřízeň počasí obrátil na jih. Zemřel 3. ledna 1543 poblíž ostrova San Miguel (Channel Islands u Kalifornie) na kurděje. Zbytek expedice od dalšího postupu na sever upustil a vrátil se zpět do Mexika.

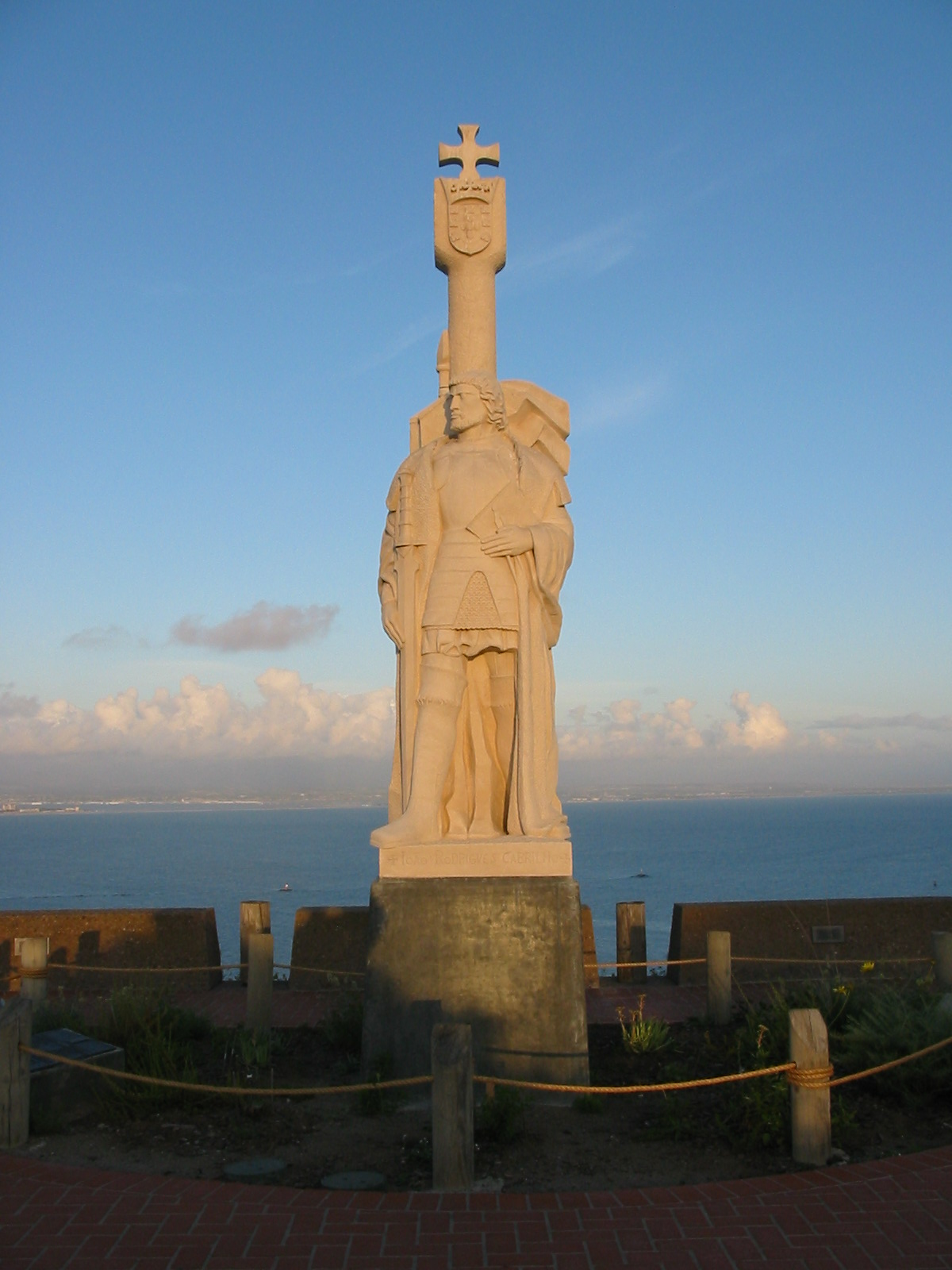
Pomník Juana Rodrigueze Cabrilla v San Diegu ve Spojených státech amerických